# Marinestabsarzt
Der Marinestabsarzt war einer der Dienstgrade der Marine der Bundeswehr. Er entsprach dem Dienstgrad Stabsarzt in Heer und Luftwaffe.

## Geschichte
Mit der zweiten Ausfertigung der Anordnung des Bundespräsidenten über die Dienstgradbezeichnungen, die Ernennung und Entlassung sowie die Uniform der freiwilligen Soldaten vom 1. Februar 1956 wurde für Marinesanitätsoffiziere der Dienstgrad Marinestabsarzt neu geschaffen. Entsprechende Sanitätsoffiziere des Heeres und der Luftwaffe führten den gleichzeitig geschaffenen Dienstgrad Stabsarzt; ranggleiche Offiziere der Marine waren Kapitänleutnante. Der Dienstgrad Marinestabsarzt entfiel gleichzeitig mit dem Dienstgrad Marineoberstabsarzt mit der sechsten Anordnung des Bundespräsidenten über die Dienstgradbezeichnungen und die Uniform der Soldaten vom 5. Mai 1966. Seitdem führen entsprechende Marineuniformträger ebenfalls den Dienstgrad Stabsarzt.